# L'uomo, la donna e il peccato
L'uomo, la donna e il peccato (Man, Woman and Sin) è un film muto del 1927 diretto da Monta Bell. Di genere drammatico, la sceneggiatura di Alice D.G. Miller si basa su un soggetto firmato dallo stesso regista. Prodotto e distribuito dalla Metro-Goldwyn-Mayer, il film aveva come interpreti John Gilbert, Jeanne Eagels, Gladys Brockwell, Charles K. French, Philip Anderson, Hayden Stevenson, Aileen Manning.

## Trama
Cresciuto in un tugurio dei bassifondi, Al si culla nella speranza di comprare con i suoi risparmi una casa per sé e sua madre. Per realizzare il suo sogno, il giovane si adatta a fare qualsiasi lavoro, anche il più umile, iniziando come strillone e ragazzo dei giornali. Ormai grande, diventato reporter, si innamora di Vera Worth, una redattrice che ha una relazione segreta con Bancroft, il proprietario del giornale. Mentre si trova in visita a casa di Vera, appare l'amante della ragazza: i due uomini vengono alle mani e, per difendersi, Al uccide il rivale. Al processo, però, Vera non racconta come sono andati veramente i fatti perché non vuole rovinarsi la reputazione. Alla fine, cederà, dicendo finalmente la verità e scagionando Al dall'accusa di omicidio.

## Produzione
Il film fu prodotto dalla Metro-Goldwyn-Mayer e venne girato a Washington con il titolo di lavorazione Fires of Youth.

## Distribuzione
Il copyright del film, richiesto dalla Metro-Goldwyn-Mayer Pictures, fu registrato il 29 novembre 1927 con il numero LP24744.
Distribuito dalla Metro-Goldwyn-Mayer (MGM), il film uscì nelle sale cinematografiche statunitensi il 19 novembre 1927. La Paramount-Ufa-Metro-Verleihbetriebe GmbH (Parufamet) lo distribuì in Germania nel 1928 con il titolo Mann-Weib-Sünde. Nello stesso anno, il film uscì anche in Austria come Der Mann, die Frau und die Sünde. Nel 1929, fu distribuito in Irlanda (10 febbraio), Portogallo (17 aprile, come Primeiro Amor) e Finlandia (12 agosto, come Mies, nainen ja synti).
Copia completa della pellicola si trova conservata negli archivi del George Eastman House di Rochester.

### Critica
Il film non venne accolto granché bene dalla critica, ma si fece comunque notare per la partecipazione di Jeanne Eagels, la protagonista, un'attrice che, nel 1922, aveva conquistato Broadway con la sua sensazionale interpretazione di Sadie Thompson in Rain. La sua carriera (e la sua vita) erano però vicine alla fine, rovinate dalla tossicodipendenza: sarebbe morta due anni dopo, il 3 ottobre 1929. Il film attrasse il pubblico anche per la presenza magnetica di John Gilbert; pure qui, come accadeva ne La carne e il diavolo, la sceneggiatura gli faceva uccidere il suo rivale, interpretato sempre da Marc McDermott.